# Piet De Loof
Piet De Loof (Oudenaarde, 12 september 1972) is een Vlaamse journalist en schrijver. Hij werkte als eindredacteur voor Teletekst (VRT) en voor de kranten Het Volk en Het Laatste Nieuws. Sinds 2017 specialiseert hij zich in printmedia met een eigen communicatiebureau.
Hij is ook bekend als schrijver van jongerenromans waarin muziek een belangrijke rol speelt. Daarbij onder meer Mijn vriend Hitler, een historische roman waarin Hitlers jeugdvriend August Kubizek terugblikt op zijn turbulente tienertijd met de jonge Adolf Hitler in Linz en Wenen.